# Roewe Clever
Roewe Clever – elektryczny samochód osobowy klasy miejskiej produkowany pod chińską marką Roewe od 2020 roku.

## Historia i opis modelu

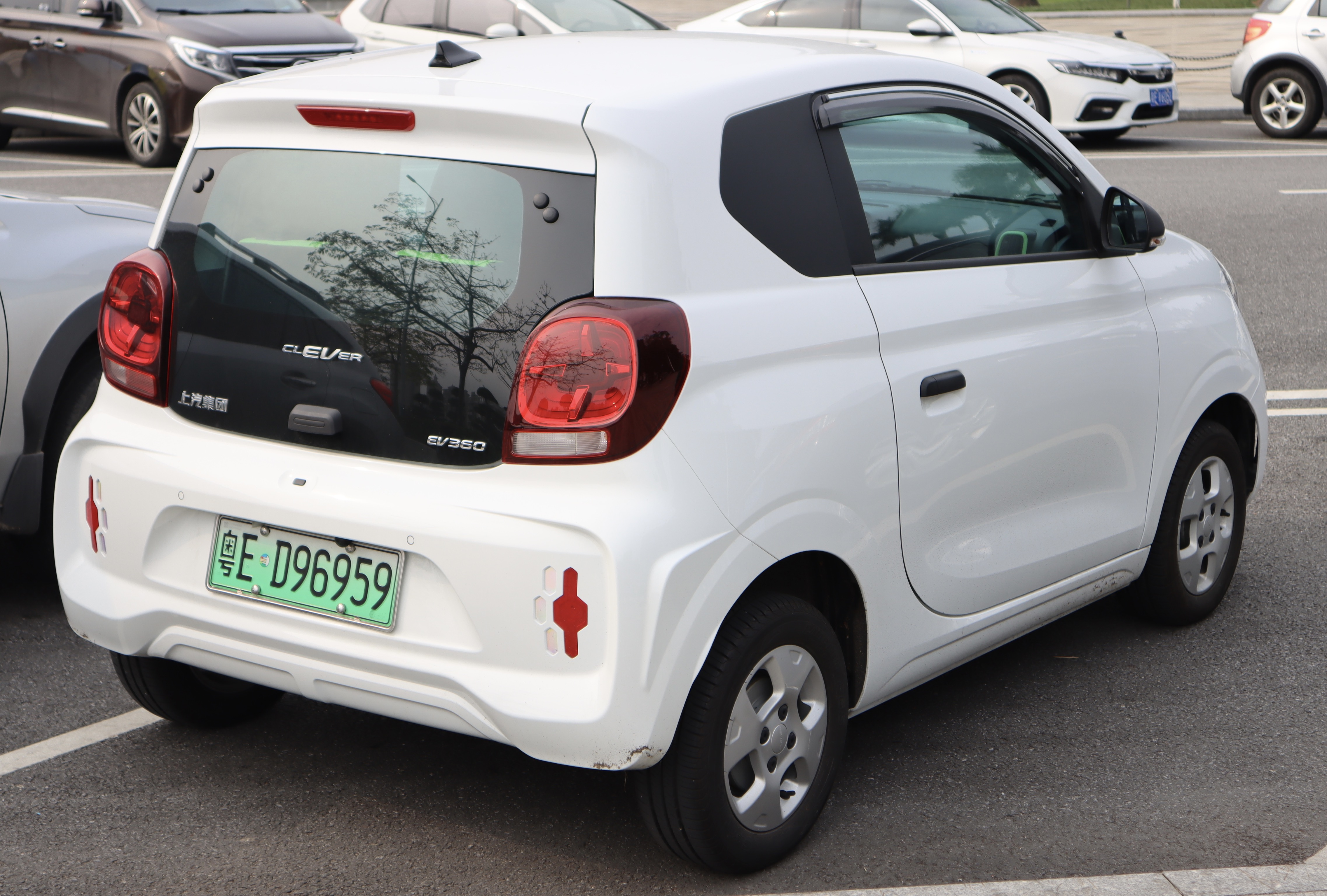
Roewe Clever - tył

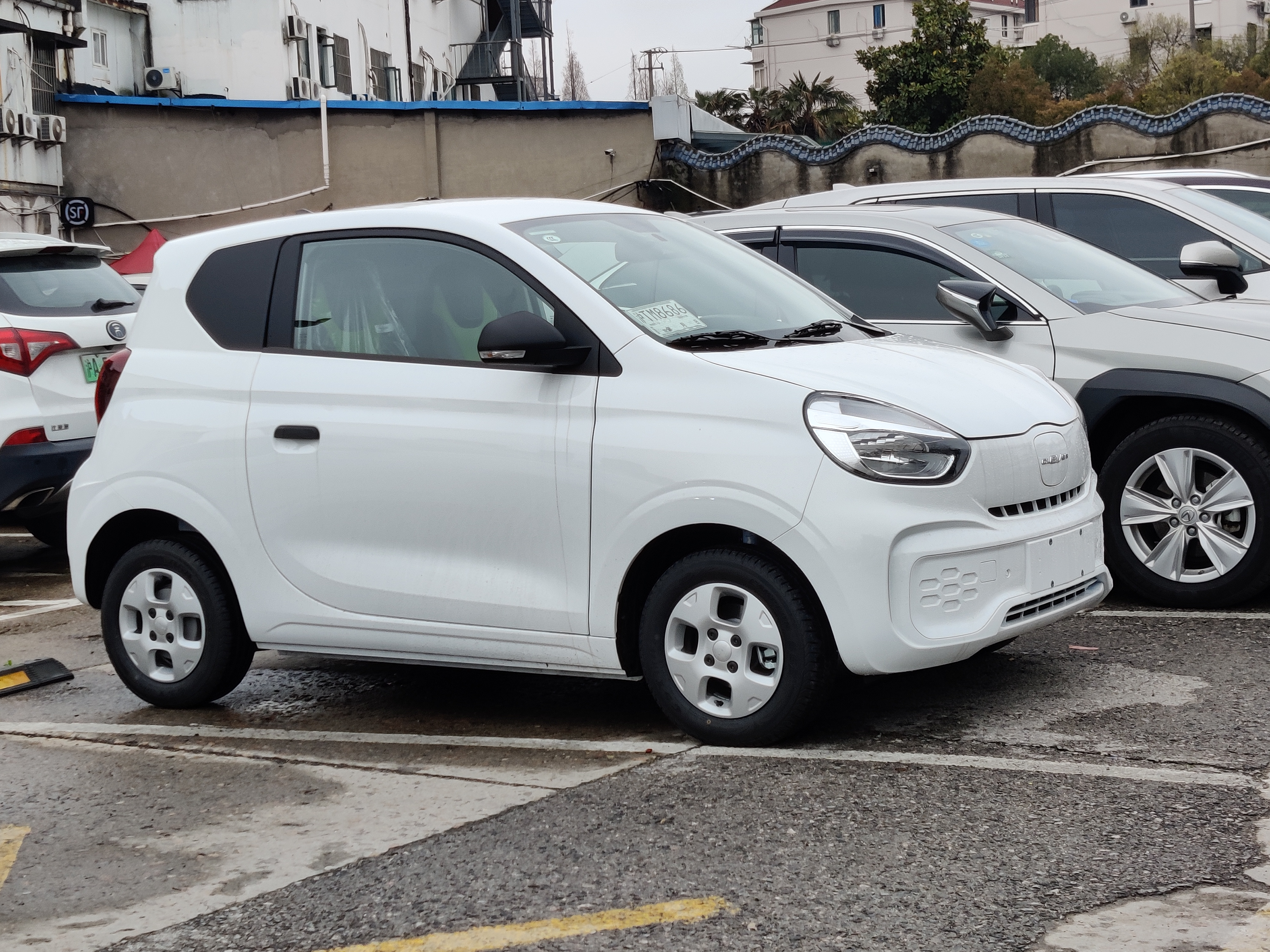
Roewe Clever na parkingu

Po tym, jak w 2016 roku Roewe zakończyło produkcję elektrycznego hatchbacka E50, w maju 2019 roku chiński producent zapowiedział powrót do tego typu koncepcji w poprzedzającym roku. Oficjalna premiera Roewe Clever odbyła się w marcu 2020 roku.
Pod kątem wizualnym samochód zyskał agresywnie stylizowane reflektory, z kolei tylną część nadwozia przyozdobiły masywne wąsko rozstawione lampy rozdzielone klapą bagażnika wykonaną ze szkła. Dwubryłowe nadwozie przyjęło postać 3-drzwiowego hatchbacka.

### Sprzedaż
Sprzedaż Roewe Clever rozpoczęła się kilka dni po debiucie rynkowym, w ostatnich dniach marca 2020 roku. Samochód oferowany jest wyłącznie na wewnętrznym rynku chińskim, bez planów na eksport zagraniczny.

### Dane techniczne
Układ napędowy Roewe Clever tworzy niewielki silnik elektryczny o mocy 50 KM rozwijający maksymalnie 100 Nm momentu obrotowego. Bateria o pojemności 27 kWh pozwala na przejechanie na jednym ładowaniu ok. 260 kilometrów według chińskiego cyklu pomiarowego NEDC.